# Eulalia de Llanos
Eulalia de Llanos y Noriega (Gijón, 1809 - 1865), poetisa española del Romanticismo.

## Biografía
Nació en el seno de una noble familia formada por el capitán Bernardo Llanos Cifuentes, liberal, y su esposa Antonia Noriega Robledo. Su vida transcurrió en el Principado de Asturias, principalmente en Gijón, pero también en los pueblos de Corao, donde residía su familia materna, y Labra, donde vivía su hermana Luisa. Conoció a Plácido Jove y Hevia, estudiante de Leyes, que creó en Gijón la Academia, donde se divulgaban los principios del Romanticismo y a la que Eulalia asistió en 1842 junto a la también joven poetisa gijonesa Robustiana Armiño Menéndez, pero, al contrario que Robustiana, que era carlista, Eulalia era liberal. Su única formación, como ocurría en aquella época para muchas mujeres, fue autodidacta, pese a todo tuvo por mentor al poeta Manuel José Quintana. Participaba en actos culturales de su ciudad, a los que con frecuencia era invitada, inauguraciones y homenajes, para los que escribía poemas.
Su obra literaria se reunió tras su muerte en Colección de Composiciones Poéticas de la Señorita Dª Eulalia de Llanos y Noriega publicadas por su hermana la Señorita Doña Teresa, Gijón, Imp. y Lit. de Torres y Compañía, 1871, costeado por su sobrino el filántropo don Eduardo Llanos. La obra de Eulalia de Llanos puede clasificarse como feminista y existencial, al tiempo que en ella se ven claros enfoques patrióticos, cristianos, con una visión cosmopolita del mundo y una admiración por el avance tecnológico del momento.

## Obras
- A Jovellanos en la traslación de sus cenizas el 20 de abril de 1842 : canción heroica.[2]
- A la venida y muerte del Excelentísimo Señor Marqués de las Marismas del Guadalquivir. Dos ediciones en la Sociedad Económica de Amigos del País de Gijón, [1842] (Oviedo : Imp. de D. Bentio González y Compañía) y en 1891 (Gijón : Imp. y Lit. de Torre y Comp)[2]
- A sus Magestades [sic] y Altezas [s.n.], [1858][2]
- Colección de composiciones poéticas. Obra póstuma. 1871 (Gijón : Imp. y Lit. de Torre y Compañía)[2]
- Natalicio de la Princesa de Asturias, 1830 (Gijón : Imprenta y librería a cargo de D. Leonardo González)[2]